# Litoral
Litoral (zu lateinisch litus ‚Ufer‘, ‚Küste‘) ist eine biologische Bezeichnung für die Uferregion eines Sees oder Flusses wie auch die Küstenregion des Meeres. Das zugehörige Adjektiv ist litoral. Der zur randlichen, durchlichteten Bodenzone (Benthal) eines Gewässers gehörende Bereich oberhalb der trophischen Kompensationsebene ist biologisch hochproduktiv und beinhaltet eine artenreiche Fauna und Flora mit hoher Individuendichte. Nicht zur eigentlichen Bodenzone gehört das landeinwärts gelegene Epilitoral, wo der Einfluss des Gewässers nur noch mittelbar wirksam ist.
Bei Gewässern, die von Gezeiten (Ebbe und Flut) beeinflusst werden, kann die Bezeichnung Gezeitenzone angewendet werden. Den bei Ebbe trockenfallenden Bereich einer Gezeitenzone nennt man in den Geowissenschaften Watt.

## Uferzonierung am See

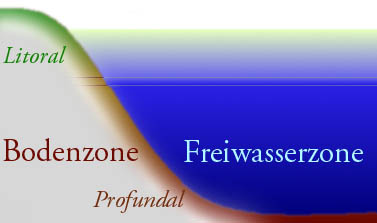
Topografische Gliederung eines Sees

Gliederung eines Sees – biotische Faktoren

Im sonnendurchfluteten Litoral findet der Großteil der photosynthetischen Aktivität statt. Die in diesem Lebensraum angesiedelten Tiere bilden räumlich abgegrenzte Organisationsgruppen.
Im Litoral eines Sees befinden sich drei Pflanzenzonen: Röhrichtzone, Schwimmblattzone und Tauchblattzone.
- Epilitoral, Erlengürtel, Weidengebüschzone

Am Seeufer gedeihen feuchtigkeitstolerante Pflanzen, Hygrophyten wie Moose, Binsen und Sumpfdotterblume. Erlenbruchwälder mit Weide, Moorbirke und Schwarzerle bestimmen das Bild bei den Pflanzen der höheren Stockwerke.
- Supralitoral, Spritzwasserzone

Dieser Uferstreifen wird zwar von den Wellen nicht erreicht. Er wird aber vom Spritzwasser der Wellen, die sich am Ufer brechen, durchnässt. Hier kann sich ein Spülsaum bilden.
- Eulitoral, Brandungszone

In der Brandungszone herrschen starke mechanische Kräfte, die das Aufwachsen größerer Pflanzen nicht zulassen. Aber fest haftende, sauerstoffliebende Organismen wie Strudelwürmer (Turbellaria spec.) sowie krustenbildende Cyanobakterien können sich hier ansiedeln.
- Infralitoral oder Sublitoral

In dieser Zone siedeln größere Pflanzen, die an einen ständig überfluteten Boden angepasst sind. Sie besitzen ein Aerenchym, ein zusammenhängendes System von großen Zellzwischenräumen (Interzellulare), so dass auch die Wurzeln mit Sauerstoff versorgt werden können. Dieser Uferbereich dient als Laich- und Brutgebiet für viele Fische, Amphibien, Vögel und Insekten. Das Infralitoral wird in verschiedene Abschnitte unterteilt.
Unterhalb der Uferzone, durch die trophische Kompensationsebene getrennt, liegt die dunkle Tiefenregion, das Profundal.

## Zonierung der Meeresküste
Die Bezeichnung der Zonierung des Litorals an einer Meeresküste hängt von der Wassertiefe und dem Vorhandensein einer Gezeitenbeeinflussung (Tide, tidal) ab.
- Epilitoral

In der Umgebung der Küste, im Dünenbereich hinter Strandwällen und Deichen, zeigt sich der Einfluss des Meeres noch durch aufsteigendes salzhaltiges Grundwasser und Salzwasserstaub in der Luft. Allenfalls extreme Sturmfluten dringen bis hierher vor.
- Supralitoral oder Supratidal

Die Spritzwasserzone oberhalb der Hochwasserlinie außerhalb des Gezeitenbereiches, die nur bei Sturmflutereignissen kurzzeitig vom Wasser bedeckt wird.
- Eulitoral, Hydrolitoral, Litoral oder Intertidal

Die Gezeitenzone zwischen der Hoch- und Niedrigwasserlinie, die vom Wechsel zwischen Ebbe und Flut geprägt ist. Bei felsigem Untergrund finden sich hier Gezeitentümpel. An tropischen Küsten bilden sich auch artenreiche Mangrovenwälder.
- Sublitoral oder Subtidal

Die ständig von Wasser bedeckte flache (neritische) Schelfregion, unterhalb der Niedrigwasserlinie bis zur Schelfkante in durchschnittlich 200 m Tiefe. In Ufernähe bilden sich auch Korallenriffe zunächst als Saumriff, bei Inseln auch Korallen-Atolle.